# DHK Baník Most

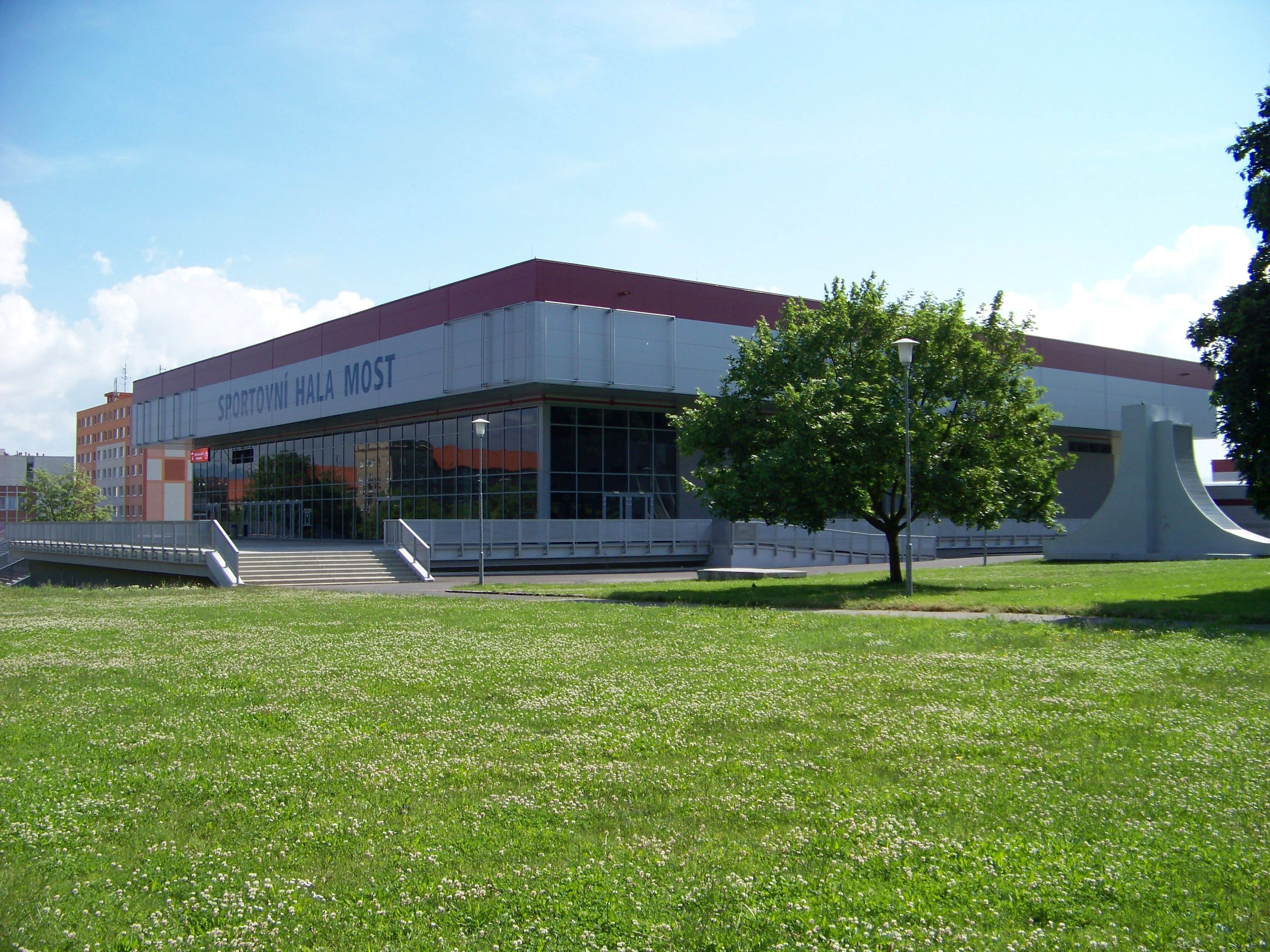
Sportovní hala Most, sídlo DHK Baník Most

Dámský házenkářský klub Baník Most je český ženský házenkářský klub z Mostu. Během své relativně krátké existence se stal absolutním hegemonem české ženské házené. Vznikl roku 1997 (osamostatněním ženského oddílu z TJ Baník Most), již v roce 2010 se dostal do nejvyšší české soutěže a v sezóně 2012/13 získal svůj první mistrovský titul. Od té doby vyhrál všechny ročníky české extraligy, v sezóně 2021/22 to byl již devátý titul v řadě. To představuje rekord soutěže, a to i v případě, kdyby se započítaly výsledky československé ligy. Krom toho Baník třikrát vyhrál česko-slovenskou interligu žen (2013, 2018, 2021). Sedmkrát též získal český pohár (2014, 2015, 2016, 2017, 2018, 2020, 2022). V sezóně 2013/14 vyhrál Challenge Cup EHF, třetí nejvýznamnější evropskou klubovou soutěž. Hráčkám klubu se přezdívá Černí andělé, neboť nosí černé dresy. Své domácí zápasy Baník hraje ve Sportovní hale Most, postavené v roce 1977 a rekonstruované roku 2011. B tým působí v druhé nejvyšší soutěži.